# Oxyagrion basale
Oxyagrion basale – gatunek ważki z rodziny łątkowatych (Coenagrionidae). Występuje na terenie Ameryki Południowej.